# Buscando el paraíso
Buscando el paraíso (lit. Buscando o paraíso) é uma telenovela mexicana produzida por Luis de Llano Macedo para a Televisa e exibida pelo Canal de las Estrellas entre 8 de novembro de 1993 e 1 de abril de 1994. 
Foi protagonizada por Pedro Fernández e Yolanda Andrade, com atuação antagônica de Karla Álvarez e Alejandro Ibarra.

## Enredo
Dalia e Andrea são duas jovens muito diferentes, apesar de serem irmãs. Andrea sempre foi a galã sexy, em vez de sua irmã, que é tímida e insegura. Dalia tem uma paixão secreta por Angel, um conquistador profissional e ex-namorado de Andrea. Para fazer ciúmes a Andrea, Angel começa um relacionamento com Dalia, mas deixa depois de seduzi-la. Na verdade, ele está obcecado com a sensual Lolita, que é amante do seu pai. Abandonado e grávida, Dalia refugia-se no carinho de Julio, um menino pobre, mas trabalhador. Só que os ciúmes de Andrea e o retorno de Angel irão separa-los.

## Elenco
- Yolanda Andrade - Dalia
- Karla Álvarez - Andrea
- Pedro Fernández - Julio
- Alejandro Ibarra - Ángel
- Tiaré Scanda - Alma
- Lorena Rojas - Lolita
- Mónika Sánchez - Samuela Díaz
- Fernando Balzaretti - Don Luis
- Alonso Echánove - Horacio
- María Rojo - Amalia
- Amparito Arozamena - Doña Edna
- Anna Silvetti - Carmelita
- Carlos Espejel - Benjamín Murillo
- Blanca Sánchez - Gabriela
- Patricio Castillo - Don Patricio
- Otto Sirgo - Don Ángel Murillo
- José Suárez - Eduardo
- Alejandro Treviño - Erik
- Tina Romero - Elsa
- Sergio Bustamante - Marcelo
- Mauricio Armando - Diego
- Marta Aura - Yaneli
- Alejandra Morales - Martha
- Anna Ciocchetti - Adaly
- Salvador Sánchez - Detetive Berriozabal
- Geraldine Bazán - Alma (jovem)

## Prêmios e indicações

### Prêmios TVyNovelas 1994
| Categoria           | Nominado(a)                      | Resultado |
| ------------------- | -------------------------------- | --------- |
| Melhor ator juvenil | Pedro Fernández                  | Indicado  |
| Melhor tema musical | Pedro Fernández Alejandro Ibarra | Indicado  |